# Szolgalom
A szolgalom (latinul servitus) olyan korlátolt dologi jog, amelynek alapján valaki egy más tulajdonában lévő dolgot valamely célból használhat. A szolgalom alapulhat jogügyleten vagy törvényen.

## Kialakulása a római jogban

### A telki szolgalmak
A szolgalom eredetileg olyan korlátolt dologi jog, amely egy telek (uralkodó telek, lat. praedium dominans) mindenkori használóját megilleti egy szomszédos telek (szolgáló telek, lat. praedium serviens) tekintetében. 
A telki szolgalmak két fő csoportja: a mezei telki szolgalmak és a városi telki szolgalmak. Ez utóbbi megkülönböztetés azon alapul, hogy a szolgalom építménnyel (építkezéssel) kapcsolatos-e vagy sem. 
A telki szolgalmak jelentős része már a posztklasszikus római jogban törvényi szolgalommá alakult.
Másként(bővebben):
A telki szolgalom ingatlanokhoz kötött (dologi) jog, amelynek alapján valamely ingatlan mindenkori birtokosa a más tulajdonában lévő ingatlant meghatározott terjedelemben használhatja, vagy követelheti, hogy a szolgalommal terhelt ingatlan birtokosa valamely magatartástól tartózkodjék. A telki szolgalmi jog ingatlan-nyilvántartási bejegyzésének módja ehhez a követelményhez igazodik.
Azt az ingatlant, amelynek a javára a szolgalom szól "uralkodó", a szolgalommal terhelt ingatlant pedig "szolgáló" teleknek nevezik.
A telki szolgalom csak önálló ingatlan javára vagy terhére jöhet létre, az önálló ingatlanon belül, annak egyes részei vonatkozásában nem. Tulajdonostársak egymás között telki szolgalmat akkor sem alapíthatnak, ha az ingatlant természetben megosztva birtokolják, a használat kérdését a közös tulajdonra vonatkozó szabályok szerint kell rendezniük.
Az "uralkodó" telek javára fennálló szolgalom több telket is terhelhet (például a szolgalmi út több telken halad keresztül). A szolgalom az ingatlanokat kölcsönösen is terhelheti (például az út céljára használt területet két szomszédos ingatlan tulajdonosa a határvonal mellett fele-fele arányban adja közös használatba, ilyenkor a két ingatlan tulajdonosa a szolgalom tekintetében egyszerre lesz jogosult és kötelezett). A szolgalom több ingatlan javára is szolgálhat (például ha a szolgalmi út két telek közúttól történő megközelítését is szolgálja: a közúttal érintkező ingatlan a másik kettővel szemben "szolgáló" telek lesz, a középső az elsővel szemben "uralkodó", a harmadikkal szemben "szolgáló" telek, a harmadik pedig mindkettővel szemben "uralkodó" teleknek minősül).
Az ingatlant terhelő telki szolgalmi jogot egész ingatlanra, illetve annak természetben vagy területi mértékben meghatározott részére lehet bejegyezni. Az ingatlan természetbeni részét terhelő telki szolgalmi jog esetén a bejegyzéshez vázrajzot kell csatolni, amely feltünteti a szolgalommal terhelt ingatlanrészt.
A telki szolgalmi jogra vonatkozó bejegyzésben meg kell jelölni a szolgalom tárgyát (átjárási, vízmerítési, vízvezetési, pinceszolgalom, stb.).
Annál az ingatlannál, amelynek mindenkori tulajdonosát a telki szolgalmi jog gyakorlása megilleti, a tulajdoni lap I. részén utalni kell arra az ingatlanra, amelyre a telki szolgalmi jog gyakorlása vonatkozik. A telki szolgalmi jog jogosultjának név szerinti megnevezése helyett a szolgalmi joggal terhelt ingatlan tulajdoni lapján (III. rész) utalni kell az "uralkodó" telekre, amelynek mindenkori tulajdonosát a szolgalmi jog megilleti.

### A személyes szolgalmak
A telki szolgalmak kategóriája mellett a iustinianusi jogban kialakult a személyes szolgalmak kategóriája, amely a haszonélvezet (usufructus), használat (usus), lakáshasználat (habitatio) összefoglaló elnevezése. (A lakáshasználat tulajdonképpen a használat alfaja, szokás volt a régi magyar jogi nyelvben használati szolgalomról és lakásszolgalomról is beszélni.) A személyes szolgalom a telki szolgalomtól abban különbözik, hogy tárgya nem csak ingatlan, hanem ingó dolog vagy jog is lehet, illetve hogy a jogosult nem valamely telek mindenkori használója, hanem valamely egyedileg meghatározott személy. Tehát a jog nem valamely telek, hanem egy bizonyos személy javára szól. A személyes szolgalom nem átruházható (de gyakorlása átengedhető, például a haszonélvező bérbeadhatja a haszonélvezet tárgyát képező ingatlant), legkésőbb a jogosult halálával (jogi személy esetén annak megszűnésével) véget ér.